# Jessica Lee Rose
Jessica Lee Rose (Salisbury, Maryland; 26 de abril de 1987) es una actriz estadounidense criada en Nueva Zelanda que llegó a la popularidad a partir de su video blog "lonelygirl15", una adolescente de ficción llamada Portrays Bree que apareció en varios blogs del popular sitio web YouTube.

## Biografía
Rose nació en Salisbury, Maryland en los Estados Unidos, y fue criada en Mount Maunganui, Bay of Plenty, en Nueva Zelanda. Asistió a la Mount Maunganui College durante 2000-2001 como parte de su educación secundaria. Posteriormente, siguió con sus estudios secundarios teniendo clases en su casa, mientras asistía a clases de actuación en el Studio 111 en Auckland. En enero de 2004, se mudó a Auckland para estudiar composición en la Academia de Maquillaje de Cine y Televisión.
Durante el transcurso de sus estudios, incluía hacer el maquillaje y el trabajo de vestuario de un cortometraje titulado Us en Nueva Zelanda. Así como hacer de extra de maquillaje en el rodaje de King Kong de Peter Jackson. Además, Rose desempeñó un papel principal en un cortometraje titulada Dearly Beloved y tuvo un papel secundario en el cortometraje Unleash the Fury.
Después de que sus padres se divorciaran en 2004, regresó a Salisbury en mayo de 2005, a vivir con su padre. Más tarde su graduó en la Academia de Cine de Nueva York.

## Carrera
Un año después de graduarse de la NYFA, Rose se muda a Los Ángeles, California. En su búsqueda de trabajo como actriz, se encontró con una audición para un proyecto cinematográfico independiente The Children of Anchor Cove on Craigslist. Fue una de alrededor de 80 actrices que audiciona para la iniciativa. Después de dos audiciones, le ofrecieron el papel de Portrays Bree. Se le informó que el proyecto constaría de una serie de videos en libertad a la World Wide Web a través de Internet. Fue inicialmente no remunerada para el proyecto, pero con su blog como lonelygirl15 creció en popularidad. 
En octubre de 2006, las Naciones Unidas eligió a Rose para participar en una campaña publicitaria para promover la antipobreza.
Firmó con UTA y fue elegida para un papel en 2007 para la película de Chris Sivertson, Sé quién me mató, que protagonizó junto a Lindsay Lohan y recibió terribles comentarios. Más tarde desempeñó el rol de "Tina" en Perfect Sport, la primera vez de Anthony O'Brien como director. Ella juega el papel de "Jen K." en la serie de televisión Greek.
Jessica ganó un premio Webby 2007 a la Mejor Actriz, por su papel de Lonelygirl15. 
Ella fue "Hoy la Chica Maxim" el 24 de marzo de 2008.
El 4 de abril de 2008, se anunció que ella es estrella en otro programa basado en internet llamado Blood Cell. 
El video del blog lonelygirl15 es el primero que retrata a un ser real de 16 años que tuvo que lidiar con la angustia típica de adolescentes, pero rápidamente se convierte en una extraña descripción en la que se retrata su relación con los secretos ocultos dentro de su familia y cuenta con la misteriosa desaparición de sus padres después de que ella se niega a asistir a una ceremonia "secreta". La serie fue un éxito inmediato y se convirtió en el blog más popular en YouTube. Muchos de sus fanes en sospecharon si ella era realmente genuina y no sólo una actriz haciendo algún tipo de promoción de un truco de Hollywood. Al poco tiempo una investigación se inició lo que llevó a lonelygirl15 a ser cerrado en el Los Angeles Times, al revelar que se limita a desempeñar el papel de Bree. Su salto a la fama se produjo en las noticias a través de los medios de comunicación de septiembre de 2006, durante el cual Jessica Rose y los creadores de lonelygirl15 fueron entrevistados en revistas y televisión, y ganó la atención internacional.
El 3 de agosto de 2007, el personaje interpretado por Jessica Lee Rose, Bree, fue asesinada en el final de la temporada, con el culto a rechazar su tipo de sangre poco común. En realidad, Rose no renovó el contrato porque ella había tenido un papel en Greek como "Jen K.", la novia de Rusty Cartwright.

## Filmografía

### Cine
| Año  | Título                    | Rol          | Notas                  |
| ---- | ------------------------- | ------------ | ---------------------- |
| 2007 | Sé quién me mató          | Marcia       |                        |
| 2008 | Perfect Sport             | Tina         |                        |
| 2009 | Ghost Town                | Chloe        | Película de televisión |
| 2011 | ElfQuest: A Fan Imagining | Aroree       | Cortometraje           |
| 2012 | Look at Me                | Elizabeth    |                        |
| 2013 | American Lie              | Alex         |                        |
|      | Eiga Tamagotch            | Hanagatatchi | Única voz japonesa     |

### Televisión
| Año            | Título                    | Rol            | Notas |
| -------------- | ------------------------- | -------------- | --- |
| 2006–2007      | Lonelygirl15              | Bree Avery     | 150 episodios |
| 2006           | OpAphid                   | Bree (voz)     | "Everyone Hates Cassie: What a Poor, Lonely Girl." (Temporada 1: episodio 8)                                                                |
| 2007–2008 2011 | Greek                     | Jen K.         | 11 episodios |
| 2008           | Sorority Forever          | Julie Gold     | 39 episodios |
| 2008           | Casanovas                 | Jess           | "The Strip Tease" (Temporada 1: episodio 13)                                                                                                |
| 2008           | Blood Cell                | Julia          | 9 episodios |
| 2008           | Hooking Up                | Meg Henley     | 10 episodios |
| 2009, 2011     | Poor Paul                 | Beatrice       | 8 episodios |
| 2009           | The Crew                  | Map            | "A Pirate's Life" (Temporada2: episodio 3) "Mis-Guided" (Temporada 2: episodio 4)                                                           |
| 2010           | BlackBoxTV                | Julia Anderson | "Cats Got Your Tongue?" (Temporada 1: episodio 7)                                                                                           |
| 2010–2011      | The Temp Life             | Tammy Roeder   | "The Other Roeder" (Temporada 5: episodio 3) "The Counselor's Counselor" (Temporada 5: episodio 4) "The Hungover" (Temporada 5: episodio 5) |
| 2012           | Chronicles of a Man Child | Dana           | "For the Bible Told Me So" (Temporada 1: episodio 1)                                                                                        |

- Datos: Q271769
- Multimedia: Jessica Lee Rose / Q271769